# 송길유
송길유(宋吉儒, ? ~ ?)는 고려 후기의 무신이다. 성품이 아첨을 잘하며 탐욕스러웠다고 한다.

## 생애
본래는 병졸 출신이었으나 최우의 차남 최항에게 아첨하여 야별초(夜別抄)의 지유(指諭)가 되었다.
장군, 어사중승(御史中丞), 경상도 수로방호별감(水路防護別監), 대장군 등을 지냈다.
1258년 김준이 최의를 살해하고 최씨정권이 무너진 후, 그는 송언상을 제거하려 했으나 국왕 원종이 과거의 공적을 고려하여 용서하라고 명하였다.
이후 송길유는 상서우승(尙書右丞)까지 지냈다.
어느 날 족창이 생겼는데 심하게 썩어들어가 결국 죽었다.

## 송길유가 등장한 작품
- 《무신》(MBC, 2012년, 배우:정호빈)